# Diario de un peatón
Diario de un peatón es un disco recopilatorio de Joaquín Sabina, publicado a la venta en 2003. Es un doble CD en formato disco-libro que incluye el disco Dímelo en la calle íntegro, además de un segundo que recoge temas inéditos, rarezas, caras B y dos vídeo clips. El libro viene con abundantes textos e ilustraciones obra del propio Joaquín. Incluye también extractos del recién publicado por esa época libro de letras Con buena letra. Las canciones que contiene el segundo CD son:

## Lista de canciones
1. "Ratones coloraos" (sevillanas) - 3:22
2. "A vuelta de correo" - 6:11
3. "Ay Calixto" - 6:56
4. "Canción de cuna de la noche y los tejados" - 3:56
5. "Flores en la tumba de un vasquito" - 4:21
6. "La canción más hermosa del mundo" (con Pablo Milanés) - 4.56
7. "Benditos malditos (al pil pil)" - 6:35
8. "Doble vida" - 3:51
9. "Me plantó la princesita azul" - 3:40
10. "Incluso en estos tiempos" - 2:50
11. "Retrato de una familia con perrito" (maqueta) - 6:12
12. "Ratones coloraos" (rap) - 3:21

Los dos videoclips que contiene son: "69 Punto G" y "Lágrimas de plástico azul".